# Curreya proteae
Curreya proteae är en svampart som beskrevs av Marinc., M.J. Wingf. & Crous 2008. Curreya proteae ingår i släktet Curreya och familjen Cucurbitariaceae.   Inga underarter finns listade i Catalogue of Life.